# Hiệp hội phê bình phim Toronto
Hiệp hội phê bình phim Toronto (TFCA) (tên gốc tiếng Anh: Toronto Film Critics Association) là một tổ chức gồm các nhà phê bình phim của các báo xuất bản ở Toronto, Canada. Hiệp hội này là thành viên của FIPRESCI từ năm 1999.
Hàng năm, các hội viên họp để bầu chọn, quyết định các giải thưởng của Hiệp hội dành cho các phim phát hành trong năm.

## Các lễ trao giải
- 1997 - lần đầu
- 1998 - lần thứ 2
- 1999 - lần thứ 3
- 2000 - lần thứ 4
- 2001 - lần thứ 5
- 2002 - lần thứ 6
- 2003 - lần thứ 7
- 2004 - lần thứ 8
- 2005 - lần thứ 9
- 2006 - lần thứ 10
- 2007 - lần thứ 11
- 2008 - lần thứ 12
- 2009 - lần thứ 13

## Thể loại giải
- Nam diễn viên chính xuất sắc nhất
- Nữ diễn viên chính xuất sắc nhất
- Nam diễn viên phụ xuất sắc nhất
- Nữ diễn viên phụ xuất sắc nhất
- Đạo diễn xuất sắc nhất
- Phim hay nhất
- Phim ngoại ngữ hay nhất
- Phim tài liệu hay nhất
- Phim hoạt hình hay nhất
- Kịch bản chuyển thể xuất sắc nhất